# Тулум (город майя)
Тулум (юк. Tulu'um, исп. Tulum) — доколумбовый город цивилизации майя, служивший портом для города Коба.
Руины расположены на 12-метровых утёсах восточного берега полуострова Юкатан в мексиканском штате Кинтана-Роо. Тулум является одним из наиболее хорошо сохранившихся прибрежных городов майя и в настоящее время популярен среди туристов.

## История исследования
Тулум был ранее известен под названием Сама, что означает «город рассвета». Слово «tulúm» на юкатекском языке означает «забор» или «стена», и стены вокруг города позволяли защищать его от нападений. Учитывая многочисленные изображения (в том числе на фресках) Спускающегося бога, можно предположить, что Тулум был важным центром поклонения этому божеству.

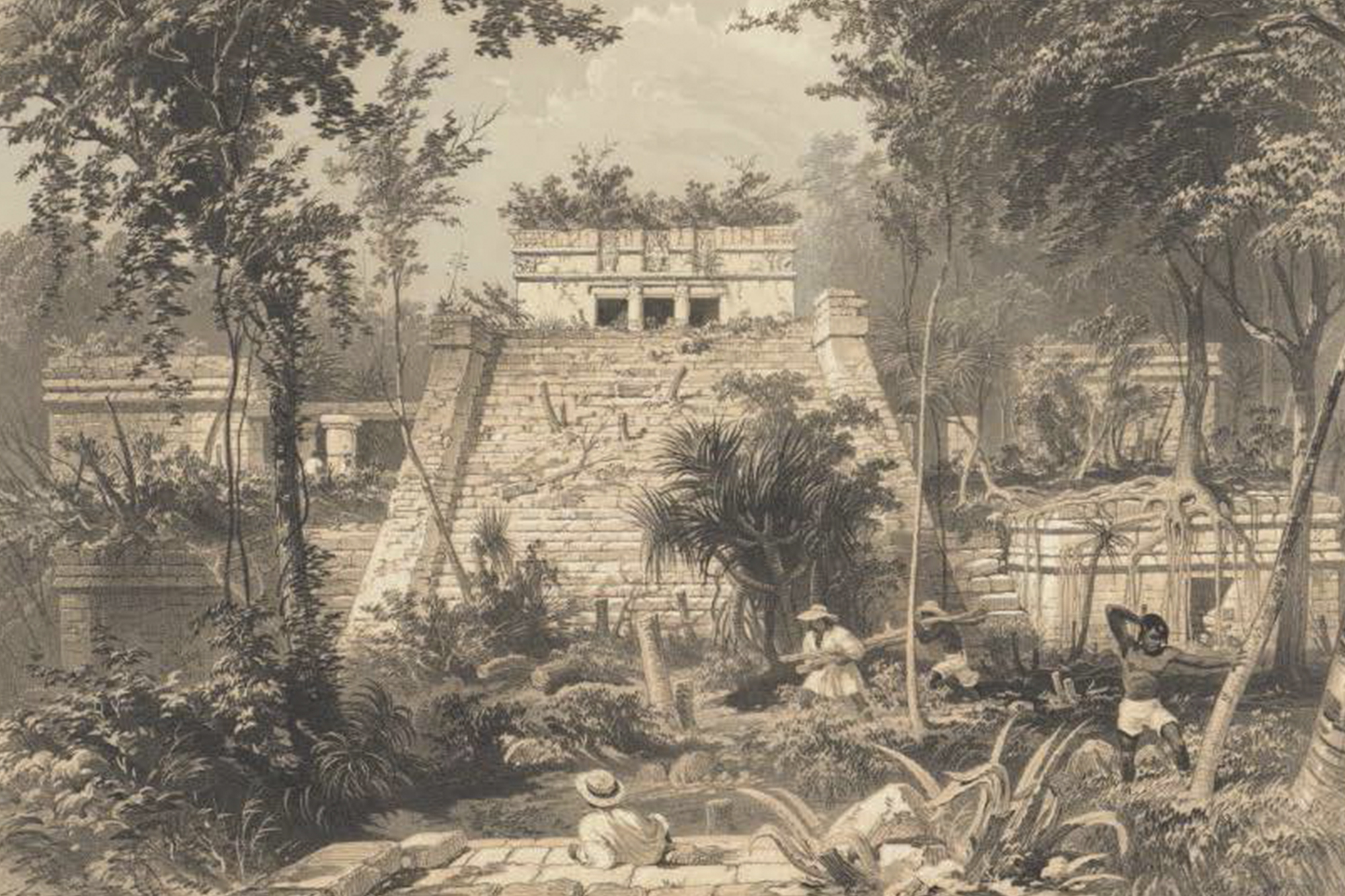
Основной храм Тулума, рисунок Кэтервуда

О городе впервые упомянул конкистадор Хуан Диас, посетивший его в ходе экспедиции Хуана де Грихальвы 1518 года. Первое подробное описание руин опубликовали в 1843 году американский путешественник Джон Ллойд Стивенс и английский путешественник Фредерик Кэтервуд в книге «Моменты из путешествия по Юкатану» (англ. Incidents of Travel in Yucatan). Первым строением, которое они увидели и которое их сильно впечатлило, была, вероятно Кастильо (исп. Castillo — «крепость»). Они составили точные карты древнего города и его стен и с фотографической точностью зарисовали строения. Кроме того, Стивенс и Кэтервуд нашли стелу, датированную началом классической эры, на которой была отметка 564 года и которая, вероятно, была принесена из соседнего города. Исследовательские работы были продолжены в начале 1913 года Сильванусом Морли и Джорджем П. Хуве, а затем институтом Карнеги с 1916 по 1924 год. Дальнейшие исследования позволили отнести возникновения Тулума к позднему послеклассическому периоду, примерно к 1200 году. Город существовал до первых контактов с испанцами в начале XVI века, после чего начал постепенно пустеть и был заброшен к концу XVI века.

## Архитектура

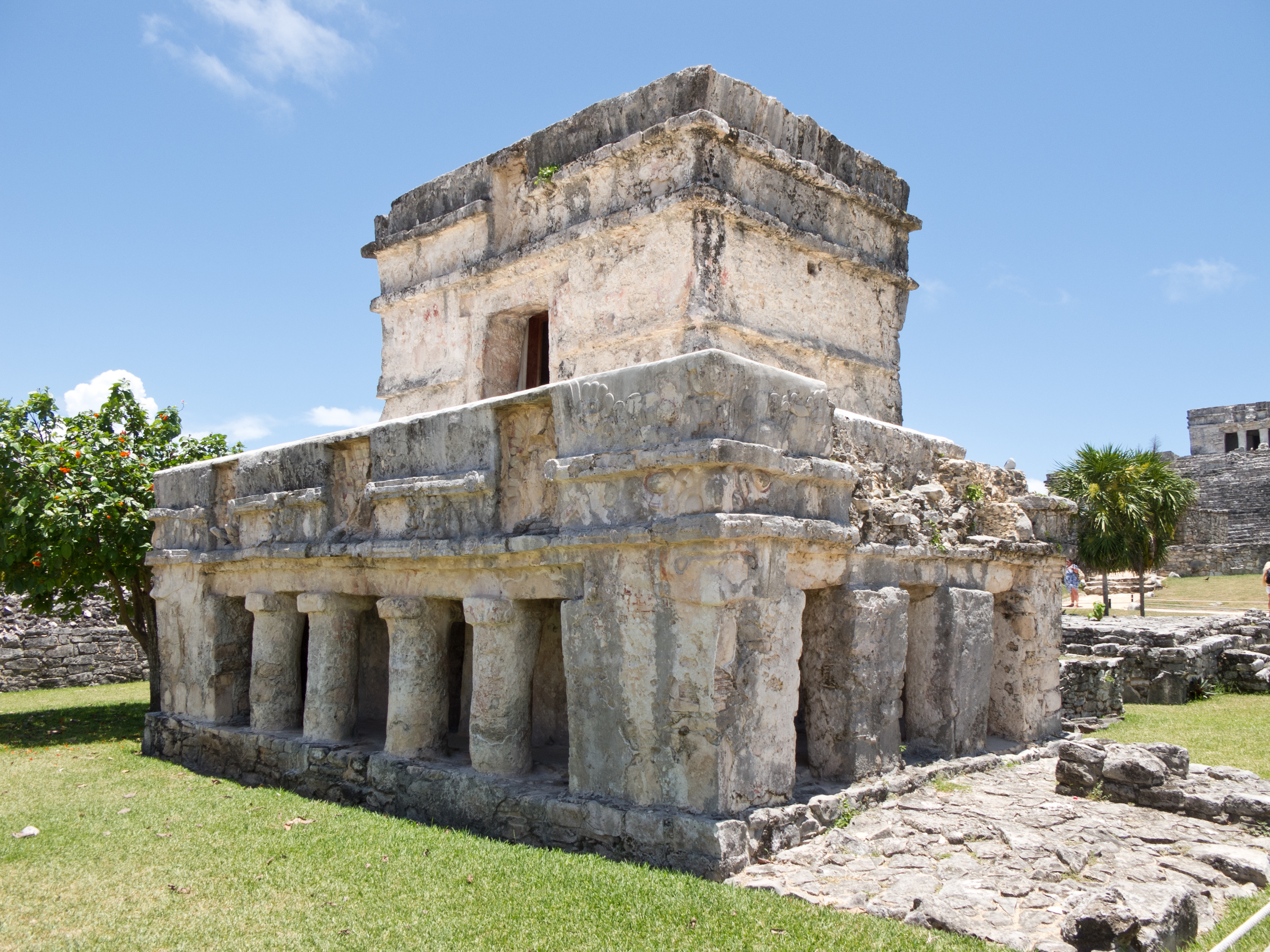
«Храм фресок»

Архитектура Тулума типична для городов майя восточного побережья полуострова. Характеризуется ступенями к зданию, которое расположено на невысоком постаменте. Дверные проёмы как правило узкие; если здание большое, то его поддерживают колонны. Ближе к крыше, как правило, расположены две лепнины. В комнатах обычно имеются одно или два небольших окна и алтарь у задней стены. Крыша выполнена перегородками или сводом. Подобный стиль архитектуры использован в расположенном неподалёку городе Чичен-Ица, только в больших масштабах.
С одной стороны Тулум защищали крутые утёсы, обрывающиеся в море, а со стороны суши — стена высотой 3—5 м. Крепостная стена была толщиной около 8 м и имела длину 400 м с параллельной побережью стороны. Боковые части стены были длиной 170 м каждая. Столь монументальное укрепление говорит о высокой значимости города для майя. В юго-западном и северо-западном углах располагались строения, вероятно использовавшиеся как сторожевые башни. По два узких прохода располагались с северной и южной стороны и ещё один находился в западной стене. Небольшой сенот у северной стены давал жителям города свежую воду. Эта внушительная оборонительная стена делает Тулум одним из наиболее известных укреплённых городов майя.
Среди других зданий города выделяется Храм фресок, в состав которого входят две небольшие галереи — на первом и втором этаже. Статуи в нишах, изображающие майяского «Спускающегося бога» расположены по фасаду храма. Изображения данного божества также имеются в центральном храме Спускающегося бога — над входом в его западный павильон сохранилась лепная статуя бога, давшая название храму. Также сохранились фрески на восточной стене, выполненные в похожем стиле «миштека-пуэбла», который появился в высокогорных районах Мексики. В центральном районе города также расположена Кастильо, имеющая высоту 7,5 м. Крепость была построена на более старом здании, крыша которого поддерживалась колоннами и перекрытиями. Маленькое святилище, скорее всего, было использовано в качестве маяка для подплывающих лодок. Это здание отмечает разрыв в барьерном рифе, который проходит вдоль побережья. В том же месте расположена небольшая бухточка, пляж для высадки и расселина в утёсах, что делало его идеальным для швартовки торговых лодок. Вероятно, такой набор географических особенностей и был причиной основания Тулума, который к позднему периоду полеклассической эры стал важным майяским портом.

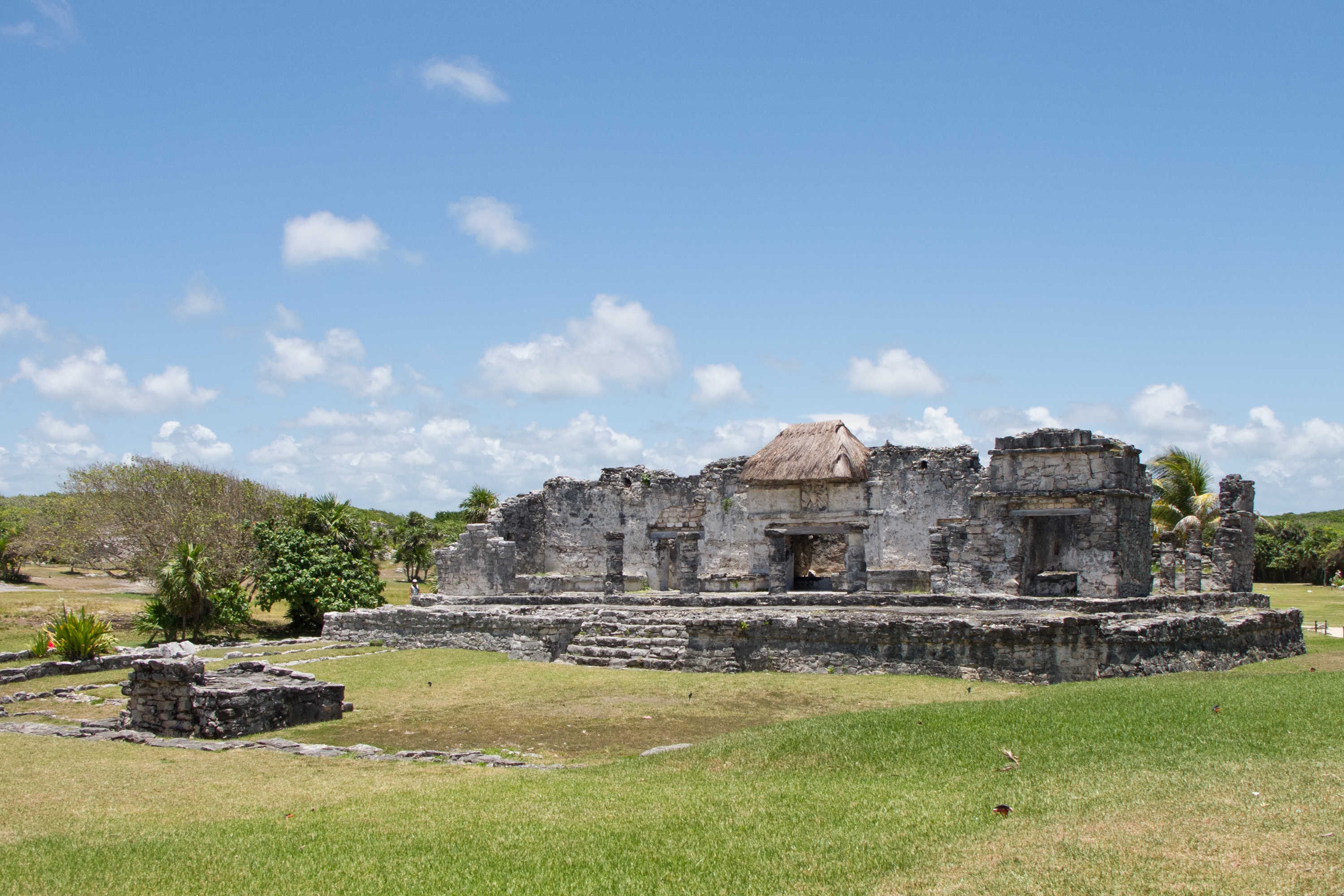
Развалины города и окружавших его стен

## Торговля

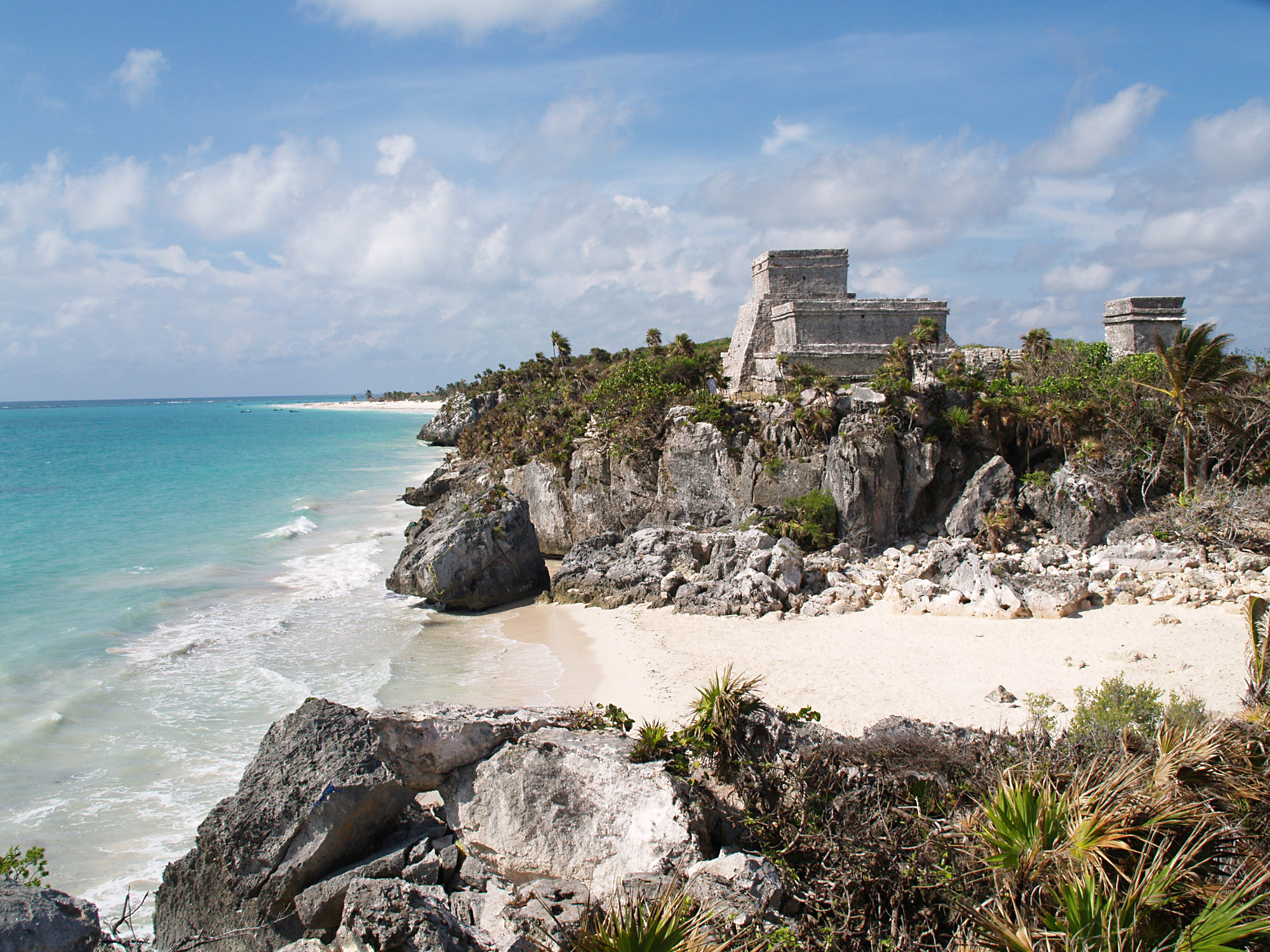
Бухта Тулума

Артефакты, найденные в городе и рядом с ним, с очевидностью свидетельствуют, что морские и сухопутные торговые пути из центральной Мексики и Центральной Америки сходились в Тулуме. Были обнаружены медные предметы из мексиканских нагорий, предметы из кремня, керамика, благовония и золотые предметы, созданные во всех частях Юкатана. Соль и текстиль привозились в Тулум по морю, а затем распределялись вглубь полуострова, откуда привозились экспортируемые перья и медные объекты. Товары перевозились по морю до устьев рек, таких как Рио-Мотагуа или Усумасинта, и на небольших каноэ поднимались вверх по течению.
Рио-Мотагуа начинается с высокогорий Гватемалы и впадает в Карибское море, а речная система Усумасинты принадлежит бассейну Мексиканского залива. Возможно, первыми каноэ, которые встретил Колумб у берегов Бэй-Айлендс (англ. Bay Islands) (Гондурас).
Нефрит и обсидиан были наиболее престижными минералами, поскольку добытый неподалёку обсидиан найден в северной части Гватемалы — городе Иштепеке, расположенном в 700 км от Тулума. Это огромное расстояние подтверждает значимость Тулума как крупного центра торговли обсидианом.

## Туризм

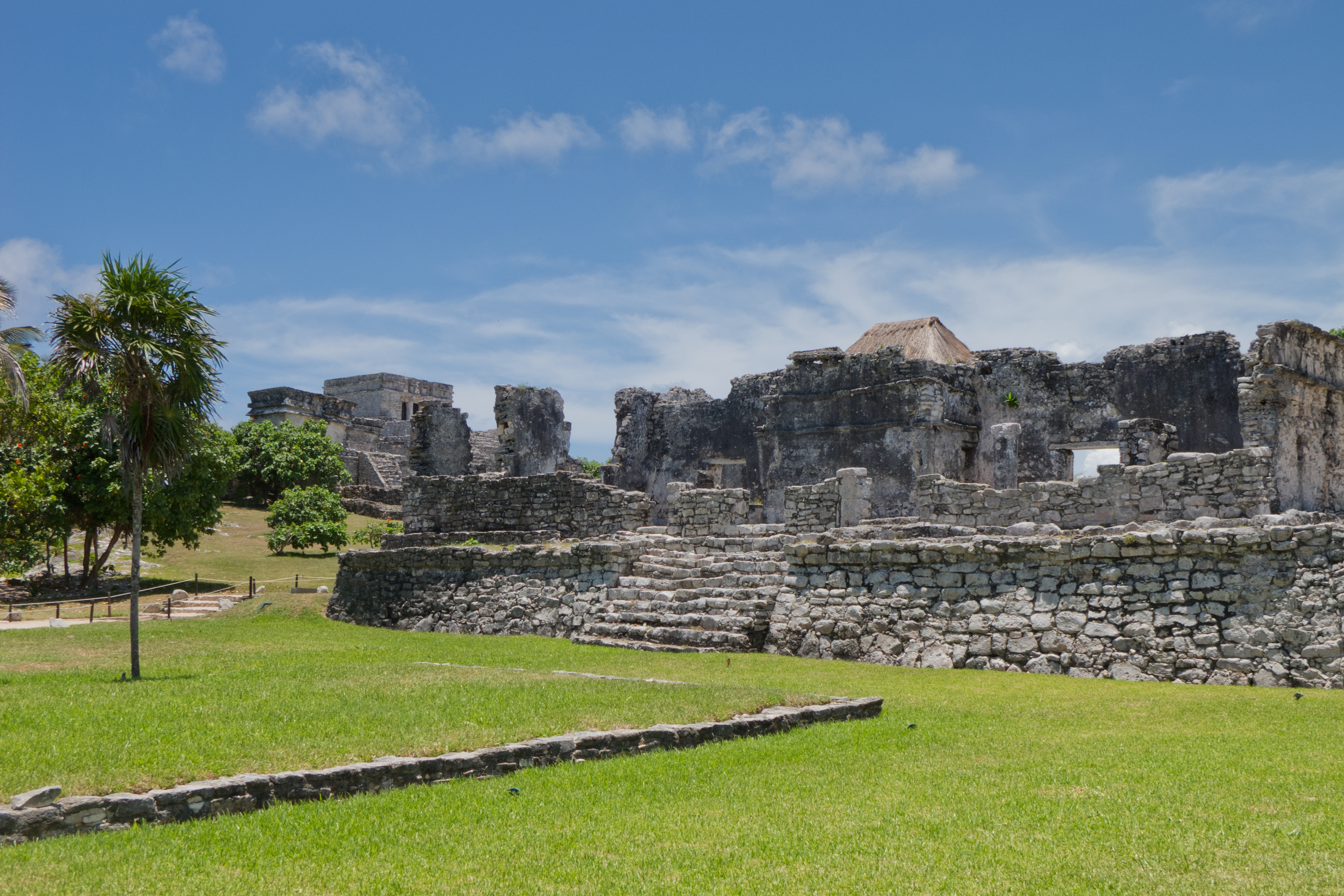
Дом Алач-Уиник, Тулум

В сравнении с другими городами майя территория археологических раскопок в Тулуме занимает небольшую площадь. Хорошая сохранность Тулума и его близость к современным туристическим объектам, расположенным вдоль карибского побережья Мексики (туристическая зона Ривьера-Майя южнее Канкуна) сделали его популярным туристическим направлением. К Тулуму каждый час ходят автобусы, обслуживающие постоянный поток туристов. Руины Тулума — один из наиболее посещаемых археологических объектов Мексики, наряду с городами Теотиуакан и Чичен-Ица.
В районе Тулума расположено большое число пещерных систем и сенотов, таких как Майя-Блю, Наарон, Храм судьбы, Тортуга, Вакаа, Гранд-сеноте, Абехас, Нооч-Киин и Карвош.
Туристическая зона разделена на 3 основные части: археологическая область, город Тулум и зона отелей.
Так же около Тулума находится Сак Актун — знаменитая система подземных рек.